# Bodešče
Bodešče (Duits: Wodeschitz) is een plaats in Slovenië en maakt deel uit van de gemeente Bled in de NUTS-3-regio Gorenjska. De plaats telde 172 inwoners op 1 januari 2020.

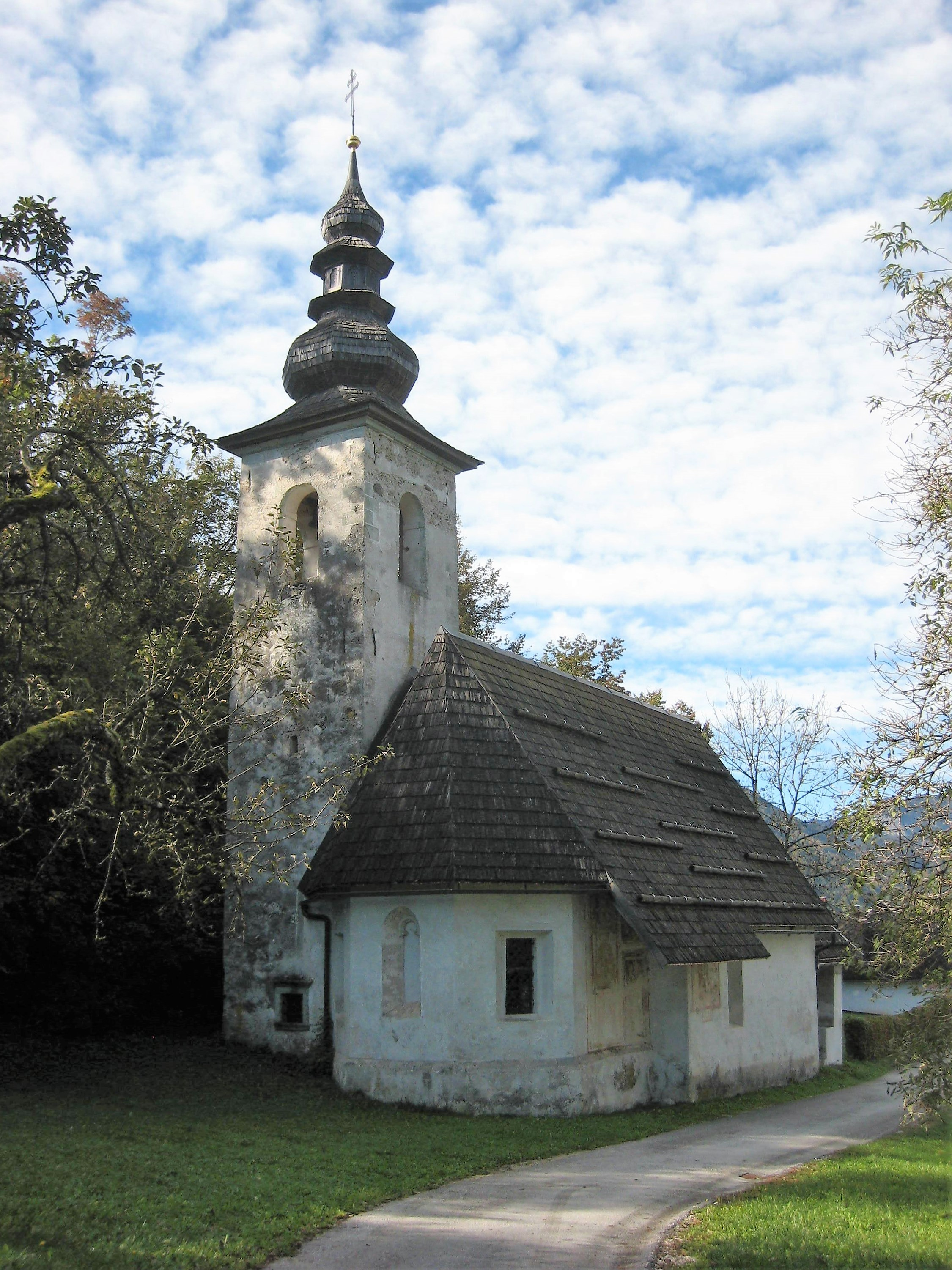
Sint Leonarduskerk